# 조선의 대외 관계
아래는 조선의 대외 관계에 대한 설명이다.

## 개요
고려 시대 때 명나라를 정벌하려고 하였기 때문에 조선은 대명(對明) 외교에서 사대(事大) 정책을 사용하면서 명나라와 충돌을 피하고 왕조의 권위를 보장받으려고 하였다. 이리하여 조선에서는 명나라에 적극적으로 사절을 파견하였고 명나라는 조선인 사절들을 대우하면서 명나라와의 관계는 대체로 원만하였다. 조선은 명나라와 충돌을 피하기 위해 사대적인 정책을 사용했다.

## 분야

### 정치·군사
고려시대와는 다르게 조선의 경우 국왕의 즉위는 명나라에 알렸고 죽었을 때에도 이를 알려서 시호가 존재하였고 명나라의 연호를 사용하는 한편 성절사(聖節使) · 천추사(千秋使) · 정조사(正祖使) · 동지사(冬至使) 등 정기적인 사행(使行) 및 그때 그때의 필요에 따라 사신을 명나라에 보내어 전쟁을 피하기 위해 겉으로는 사대 했지만 명나라나 청나라로부터 종속되거나 너무 간섭을 받은 적이 없었으며 조선은 독립국으로서 조선인들이 조선을 지배하였다.
병자호란이 일어나고 청나라가 명나라를 멸하고 중국 한족들을 지배하게 되자 청나라를 정복하자는 북벌론이 대세였지만 북벌론은 진행되지 않았고 표면상으로는 청나라에 사대정책을 취하였다. 청나라에 대한 멸시와 적개심은 군신 간에 여러 차례의 북벌계획(北伐計劃)이 논의되었을 정도로 깊었다.

### 경제·교역
조공과 회사(回賜)의 형식을 통한 양국 간의 접촉에서였다. 관무역 외에 사신이 서로 내왕할 때마다 북경(北京)에서는 회동관(會同館), 서울에서는 태평관(太平館)에서 두 나라 사이의 사무역(私貿易)이 행해졌다.(후시 참조) 파견하던 사행(使行)에는 일정한 액수의 공물을 바쳐야 되었는데, 그 중요한 것으로는 금은(金銀)·마필(馬匹)·인삼·저포(苧布)·마포(麻布)·석자류(席子類)·호피(虎皮)·나전(螺銓) 등이었으며 때에 따라 처녀와 환관(宦官)의 요구도 있었다. 이 중에서 국내 생산이 부족한 금은의 세공은 커다란 부담이 되어 국내에서는 함경도 단천의 금광을 비롯하여 여러 곳에서 채광(採鑛)을 장려하며 민간의 사용을 제한하였으나 여전히 부족하였다. 때문에 금은은 국내에서 생산되지 않는다는 이유로 그 대신 다른 토산물을 바칠 것을 청하여 세종 때에 이르러서야 마필(馬匹)·포자(布子)로써 대납할 수 있게 되었다. 조공에 대한 명나라에 회사품(回賜品)으로는 각종의 견직물(絹織物)·약재·서적·문방구 등이 있었다. 조공과 회사는 일종의 관무역(官貿易)으로서 그 경제적인 의의도 컸다.
이와 같은 관무역 외에 사신이 서로 내왕할 때마다 북경(北京)에서는 회동관, 서울에서는 태평관에서 두 나라 사이의 사무역(私貿易)이 행해졌다. 명나라에 조공을 하기 위하여 국내의 물산을 거둬들이며, 아울러 명나라의 우수한 물산이 국내에 들어오게 됨에 따라 국내 산업은 위축되고, 금은·인삼 등을 비롯한 각종 무역의 통제는 일반적으로 상업 활동을 침체케 하는 결점도 있었으나, 선진국인 명나라와의 교섭은 귀족의 생활 향상과 문화의 발전에 이바지한 바도 많았다.
왜사선(倭使船)이 삼포에 도착하면 도서(圖書)나 문인(文引)을 검사하고 서울에 보내어 진상물(進上物)을 바치게 하였으며, 조선에서는 이에 대해서 회사품(回賜品)을 주었다. 일본 사신이 서울에 오면 동평관(東平館)을 유숙소로 쓰게 하였다. 이때 일본의 진상물은 은(銀)·동·연·유황·소목(蘇木)·단목(丹木)·백반(白礬)·감초·호초·수우각(水牛角)·상아 등이었으며, 회사품은 면포(綿布)와 쌀을 비롯하여 서적·저포(苧布)·마포(麻布)·인삼·표피(表皮) 등으로서 한국과 중국과의 경우처럼 일종의 관무역이었다. 이 밖에 역시 왜관을 중심으로 사무역이 행하여지기도 하였다. 이와 같이 조선과 일본 사이의 통교가 어느 정도 정상화되자 왜구도 훨씬 줄어들었다.  이후 조선은 일본에 통신사를 파견하며 우호적 관계를 유지해 왔다. 그러나 도요토미 히데요시가 일본을 통일하자 조선을 침략하여 임진왜란을 일으키면서 일본과의 관계는 단절되었다. 그러다가 1598년 도요토미 히데요시가 죽고  일본에서 도쿠가와 이에야스가 정권을 잡자 조선과의 관계는 회복되었고 조선은 다시 통신사를 파견해 일본과의 교류를 재개했다.

### 사회·학문 교류
청나라에 대한 표면적 사대와 북벌계획 논의 속에서도 사신의 내왕은 빈번하였는데, 이를 통하여 고도로 발달한 청나라의 문화와 청나라에 들어온 서양 문물이 한국에도 전래되어 실학사상을 일으키게 하였고, 두 나라 학자들 사이에는 활발한 문화적 교류도 있게 되었다. 17세기부터 들어온 서양문화 및 서양인과의 접촉은 세계에 대한 새로운 인식을 요구하게 되었다. 동양을 세계의 전부로 알던 좁은 의식은 이리하여 점차 변화 확대되었다.

### 문화·종교

#### 천주교의 전래
한반도에 천주교가 최초로 뿌리내린 시기는 명확하지는 않다. 그 시기는 임진왜란(1592~98) 때 일본군을 따라온 예수회 선교사 그레고리오 세스페데스(Gregorio Céspedes)에 의해 전파되었을 것이라는 설에서부터, 병자호란 이후 청나라에 볼모의 한사람으로 잡혀갔었던 소현세자가 1645년 청나라에서 돌아오면서 독일 예수회 선교사 아담 샬 신부에게 가톨릭 교회 서적과 지구의 등을 선물로 받아 가져와 전래되었다는 설까지 거의 100년에 가까운 차이를 보이는 추측이 존재한다. 1631년 정두원은 명나라에서 서양의 문물과 함께 천주교 서적을 가져왔다. 조선 사신들이 서양 선교사들에게 받은 선물 중에는 과학서적 외에도 마테오 리치 신부가 1603년 북경에서 발행한 기독교 변증서 《천주실의》 등의 천주교 서적들이 있었는데, 천주실의는 조선 사람들이 천주교를 스스로 받아들이는 데 영향을 주었다. 천주교가 본격적으로 종교로서 받아들여지기 전에는 천주교를 '서학(西學)'이라 부르면서 하나의 학문으로 취급했다.
정조가 왕위에 오른 시기는 본격적으로 천주교가 종교로서 받아들여지기 시작한 때였다. 1779년 겨울에 경기도 광주에서 권철신의 제자인 이벽, 정약용, 정약전, 정약종, 권일신 등을 중심으로 천주교 서적 강학회가 열렸다. 그 모임의 일원인 이벽의 요청으로 이승훈은 북경에서 세례를 받고 조선에 돌아오면서(1784년) 십자고상, 교리서, 묵주 등의 성물들과 천주교회 문서들을 가져왔다. 그는 이벽, 정약전, 정약용 등에게 대세(代洗)를 하였으며, 이들을 중심으로 초기 천주교회의 포교 활동이 이루어졌다. 이들의 집회 장소가 발각되어 장소를 제공한 중인 김범우가 귀양을 가기도 하였다. (1785년 3월, 서울 명례방(明禮坊)에서의 집회 사건 또는 을사 추조 적발 사건 (乙巳秋曹摘發事件)) 성직자 없이 집전되는 이들의 집회(가성직제도)는 그 후로도 계속되었다. 그러다가 문득 교리 문답을 하던 도중 자신들이 하는 행위가 천주교 교회법에 합치하는지 의문이 생겼고, 윤유일(尹有一)을 보내 천주교 북경교구장 구베아(Alexander de Gouvea) 주교에게 유권해석을 요청하였다.(1789년) 구베아 주교는 가성직제도가 그르다고 알려주면서 조선에 천주교 신부를 보내 주기로 하는 한편, 그는 조선에 제사 금지령을 내렸다.(1790년) 금지령에 따라, 천주교 신도인 윤지충과 권상연이 조상의 신주(神主)를 불사르자, 조선 조정에서는 천주교회를 조선의 전통적인 유교가치관에 반대하는 사학(邪學)으로 규정하고, 이들을 처벌하였다.(신해박해, 1791년)  북경 교구는 청나라 사람 오 신부를 보냈으나(1793년) 신해박해의 여파로 조선 입국에 실패한 후 병사하였다. 재차, 구베아 주교는 외모나 분위기가 조선 사람과 매우 닮은 주문모 신부를 선교사로 파송하였다(1794년). 천주교에 대하여 비교적 관대하였던 정조가 별세(1800년)하고 순조가 11세로 왕위에 오르면서 정순왕후가  수렴청정을 시작하였으므로(1800년 8월 23일(음력 7월 4일))정순왕후의 친오라버니 김귀주(그는 이미 1786년에 사망하였다)가 주축을 이루었던 벽파가 정권을 장악하였다. 벽파는 사학(邪學)에 대한 강경책을 주장해온 터였다. 1801년 음력 1월 10일 정순왕후는 천주교 엄금에 관해 하교를 내렸다. 이러한 하교에 따라 많은 천주교 신자들과 주문모 신부가 처형되었다.(신유박해)
주문모의 사망으로 조선 천주교회에는 공백이 생겼고,  1805년에 들어서면서 중국 천주교회도 역시, 제사를 금지한 천주교회를 중국의 전통을 파괴하는 무리로 본 중국사회의 저항으로, 천주당(天主堂, 중국에서 천주교 성당을 가리키는 말)과 신학교가 파괴당하는 등의 박해를 받기 시작해, 조선 천주교회에 선교사를 보낼 여유가 없어졌다. 하지만 교황 레오 12세(재위 1823~29년)가 조선에서의 전교를 프랑스의 파리 외방전교회에 맡기기로 하고, 파리 외방전교회의 바르텔르미 브뤼기에르 신부가 조선 선교를 자원하고 나서자(1831년), 교황 그레고리오 16세(재위 1831~46년)는 1831년 9월 9일 천주교 조선대목구를 설정하고 브뤼기에르를 초대 대목구장 즉, 조선 천주교회 초대 주교로 임명했다. 하지만 브뤼기에르 주교는 조선에서의 전교를 전담하고 싶어하는 중국 천주교회 유방제(劉方濟) 신부의 욕심 때문에 입국의 기회를 얻지 못한 채, 1835년 병으로 별세했으며, 대신 파리 외방전교회 선교사 피에르 모방 신부가 정하상을 비롯한 교우들의 보호를 받으며 1836년 입국했다. 모방 신부는 유방제 신부를 중국으로 돌려보냈다.
모방 신부에 이어서, 부임하지 못했던 브뤼기에르 주교의 뒤를 이어 조선교구장으로서  파리 외방전교회의  로랑마리조제프 앵베르 주교가 입국(1836년 4월)하였고, 또한  파리 외방전교회의 자크 샤스탕가 입국(1836년 말)하였다. 이들  파리 외방전교회 출신의 선교사들은 조선인 성직자가 필요하겠다고 생각했고, 김대건·최양업·최방제를 마카오 신학교에 보내서 공부하도록 하였다.(1836년 12월)당시 모방 신부는 청소년 신자들의 세례를 집전하기 위해 미리내 마을을 방문했는데, 김대건 집안이 순교자들이 나올 정도로 신앙이 깊고, 김대건 자신도 천주교 신부가 되고 싶어했기 때문에 성직자로 키울 생각을 했다.
앵베르 주교 등 세 명의 신부에 의하여 천주교의 교세가 회복되고 신도는 증가되어 갔다. 이때 조정에서는 헌종의 할머니인 순원왕후를 중심으로 한 안동 김씨에 대립하여 헌종의 모후(母后)인 신정왕후의 척족 풍양 조씨의 벽파가 새로 등장하면서 무자비한 박해 선풍이 휘몰아쳐, 1839년(헌종 5년), 로랑조제프마리위스 앵베르 주교·피에르 모방 신부·자크 샤스탕 신부를 비롯한 119명의 천주교인이 투옥·처형되었다.(기해박해) 기해박해가 있고나서 5년 뒤, 한국교회사 최초의 한국인 천주교 사제가 된 김대건 신부가 앵베르 주교의 순교로 공석이 된 조선대목구에 새로 임명받은 장조제프 페레올 주교, 마리니콜라앙투안 다블뤼 신부 및 다른 신자들이 조선으로 입국하였다.(1845년) 입국 후 김대건 신부는 선교를 펼치다가, 비밀 항로를 그린 지도를 중국에 넘겨주려다가 관헌들에게 체포되어(1846년 6월 15일) 새남터에서 처형(9월 16일)되었다.(병오박해)

## 시기

### 태조 시기(1392~98년) - 사대 교린
태조(재위 1392~98년)는 정치적으로는 명나라에 사대하고 그 책봉체제 아래 국호 및 왕위의 승인을 받아 양국의 친선을 도모하며, 그밖에 다른 나라와는 교린하는 정책을 택했다. 태조는 즉위 이전부터 친명정책(親命政策)을 표방하였으며, 개국(1392년)하게 되어서는 즉시 명나라에 사신을 보내어 새 왕조의 승인(책봉)을 청하고 국호도 화령(和寧) · 조선의 둘을 지어 보내서, 조선이란 국호를 홍무제로부터 선택받아 사용할 정도였다. 태조는 명나라에 책봉을 청하는 사신을 보냈지만 명나라의 홍무제(재위: 1368~98년)는 그를 정식 국왕으로 봉하지 않고 권지고려국사라는 직책을 내렸다.
조선 건국 초기인 1393년(태조 2) 3월부터 5월까지의 기간에 비교적 많은 왜구의 침입 사례들이 나타난다. 또한 같은 해 11월 도평의사사에서 왜적 피해가 줄어 든 것이 병선의 위력이라고 언급한 내용을 살펴보면 당시 조선의 왜구 방어 대책이 효과적으로 시행되고 있었음을 파악할 수 있다. 1394년(태조 3)에도 왜구와 왜적에 대한 기록들이 여러 차례 나타나지만 이들에 대한 피해보다는 조선 수군이 이들을 성공적으로 요격했다는 내용이 대부분이다. 즉, 음력 3월 17일, 수군 첨절제사(水軍僉節制使) 김빈길(金贇吉)과 만호(萬戶) 김윤검(金允劍)·김문발(金文發) 등이 왜적의 배 3척을 잡아서 다 죽였다는 보고, 음력 8월 15일, 왜구(倭寇)가 충청도 안성에 침입하였는데, 수군 만호 장용검(張龍劍)이 왜선 9척을 노획하였다는 내용이 그것이다. 1396년(태조 5년)에는 왜구가 동래(東萊)의 병선 20여 척을 노략하고 군사를 살해하였다.

### 태종·세종 시기(1400~50년) - 사대 교린
명나라로부터 “조선국왕(朝鮮國王)”의 금인(金印)을 받아 정식으로 왕(王)에 책봉된 것은 1401년(태종 1)에 이르러서였다.
1406년(태종 6년)에는 전라도에, 1408년에는 충청도에 왜구가 들어와서, 혹은 운수하는 물품을 빼앗고, 혹은 병선을 불사르며 만호를 죽이기도 하였다. 그 뒤에 일본에 대하여 여러 가지 회유책(懷柔策)을 써서 통상의 편의를 주었음에도 불구하고, 왜구는 역시 근절되지 않았으므로 1419년(세종 1년)에는 왜구의 소굴인 쓰시마섬을 대대적으로 정벌(제3차 대마도 정벌)한 일도 있었다. 그리하여 한때 왕래가 끊어졌는데, 생활의 위협을 받게 된 대마도주(對馬島主) 소오(宗貞盛)는 사신을 보내어 다시 통교(通交)할 것을 누차 청하여 1426년(세종 8년) 내이포, 부산포, 염포 이렇게 삼포(三浦)를 열어 교역을 허가하였다.(삼포 개항)
이렇게 하여 내왕 교역하는 데 편리하게 되자 왜선은 더욱 자주 오고 내왕하는 사람들도 너무 많아지므로, 1443년(세종 25년)에는 대마도 도주와 대마도와 조선간의 세견선(歲遣船)에 관한 조약(계해조약)을 맺어 일본의 무역선은 50척으로, 조선에서 주는 곡물은 200석으로 제한하였고 부산포, 제포, 염포의 세곳을 개항하는 것으로 통상에 제한을 가하였다. 이 밖에 일본 사신을 접대하는 데도 규정이 있어서, 일본의 국왕·거추(巨酋)·규슈 단다이(九州探題)·대마도 도주·제추(諸酋) 등이 보내는 사신에 대해서는 각각 차등을 두어 영송(迎送)·체재비지급(滯在費支給)·상경인원수(上京人員數)·연회(宴會)·사물(賜物) 및 유포(留浦)의 일한(日限) 등을 정하였다.

### 중종 시기(1506~44년)
1510년(중종 5년)에 삼포에 거주하던 일본인이 반란을 일으켜 다시 삼포를 폐쇄하고 대마도와 통교를 단절하였다. 그 뒤에 대마도주는 아시카가 막부를 통하여 다시 교역해 줄 것을 애원하므로 임신약조(壬申約條)·정미약조(丁未約條) 등을 맺어 전에 비해 훨씬 엄격한 제한 아래 통교할 것을 허락하였다.
중종 이전까지는 조선 사람의 서양에 대한 지식과 의식은 매우 희박하였다. 비록 중국을 통하여 서양이라는 말을 듣게 되었지만 그것이 어디에 위치한 어떤 나라인지는 알지 못하였다. 1520년(중종 25년) 이적이 포르투갈이라는 나라가 명나라의 마카오에 거류권을 얻은 사실을 전함으로써 조선 양반계급은 처음으로 유럽 사람들의 아시아 진출을 알게 되었다.

### 선조 시기(1567~1608년) - 임진왜란
1592년(선조 25)에 임진왜란이 일어나자 명나라에서는 원병을 보내어 일본군을 격퇴시키는 데 큰 도움을 주었다. 임진왜란 때에 왜군을 따라서 예수회 선교사 그레고리오 세스페데스(Gregorio Céspedes)가 조선에 왔었다.
1597년(선조 30년) 진위사(陳慰使) 로서 명나라 북경에 간 이수광은 베트남의 후 레 왕조에서 온 풍극관(馮克寬, Phùng Khắc Khoan)과 운명적인 만남을 가졌다. 두 사람은 숙소인 옥화관에서 50일이나 함께 머물렀다.  한자로 필담을 주고받으며, 두 나라의 역사와 문화 풍속을 이야기하고, 시를 주고 받았다. 고국에 돌아간 풍극관은 관리와 유생들에게 이수광의 시를 소개했다. 이 사실은 조완벽이라는 인물에 의해 세상에 알려졌다. 이수광은 《조완벽전》을 저술하여 자신과 풍극관의 인연, 조완벽의 일대기를 다루었다.
명나라에 체류하던 마테오 리치가 1602년에 곤여만국전도를 제작하였는데, 1603년에 명나라에 사신으로 갔었던 이광정(李光庭)이 이를 조선에 가져왔었다. 이로서 서양에 관한 지식과 문화가 최초로 조선에 전파되었다. 이어 마테오 리치가 지은 《천주실의》(1593년이나 1594년)가 전래되어 이것이 일부 식자층의 호기심을 끌었다.

### 광해군·인조 시기(1608~49년) - 병자호란·서양과의 접촉 개시
1611년(광해군 3년) 이수광이 주청사(奏請使)로 연경에 왕래하였으며, 당시 명나라에 와 있던 이탈리아 신부 마테오 리치의 저서 《천주실의》 2권과 《교우론(敎友論)》 1권 및 유변(劉汴)의《속이담(續耳譚)》 6권을 얻어 가지고 돌아와 한국 최초로 서양 학문을 도입하였다. 중국의 전적(典籍)과 자기의 견문을 토대로 동남아시아와 유럽 사정,  천주교 지식을 소개한《지봉유설》(1614년)을 지었다.
임진왜란으로 인해 명나라의 국력이 크게 소모된 사이에 만주 지방에서는 누루하치가 나라를 세워(1616년) 국호를 후금이라 하고 명나라의 변경을 위협하게 되었다. 이에 광해군은 명나라의 원병 요청을 받고 군대를 보냈으나 명나라의 주력부대와 함께 싸움(1619년 3월)에 지고 말았다. 이때도 도원수(都元帥) 강홍립은 전군을 이끌고 후금에 항복하여 조선이 부득이 원병을 보내게 된 사실을 말하여 두 나라 사이에 별 일은 없었다. 그 뒤 후금은 더욱더 세력을 떨치게 되었는데도 조선에서는 인조반정(1623년)을 일으켜 정권을 잡은 서인(西人)들이 후금을 배척하는 정책을 쓰자, 후금의 태종(太宗, 재위 1626~43년)은 명을 치기 위해서는 먼저 조선을 제압할 필요가 있다 하여 군대를 내어 쳐들어 왔다.(정묘호란(丁卯胡亂, 1627년 1월~3월)) 이에 조선에서는 마지못해 군신의 의를 맺었다.
한편 남쪽 바다를 통한 서양인과의 접촉도 생기게 되었으니, 네덜란드 상인 벨테브레(박연)가 표착하여 왔다(1627년). 조선은 벨테브레 등 네덜란드 인들을 통하여 서양식 무기의 제조를 시도하였다.(1628년) 1630년(인조 8년)에는 진주사(陳奏使)로 명나라에 갔던 정두원이 귀국 길에 이탈리아 사람 로드리게스로부터 한역(漢譯) 과학서적(《천문서》, 《직방외기(職方外記)》, 《서양풍속기(西洋風俗記)》) 및 천주교 서적과 홍이포(紅夷砲)·천리경(千里鏡)·자명종(自鳴鍾) 등 서양 기계 등 여러 문물을 가져왔다.(1631년) 그가 천주교 서적을 가져왔다는 것은 연대가 가장 명확한 천주교 전래에 관한 기사로 평가된다. 실학자 홍대용(1731년-1783년)이 쓴 《담헌연기》(湛軒戀記)에도 중국을 오가던 조선 사신일행에 의해 천주교가 소개되었음을 변증하는 내용이 있다.
후금은 조선에 대해서 군신(君臣)의 관계를 맺자고 요구(1632년)하였으나 거절하였다. 후금 태종은 더욱 국력을 확장하여 황제라 칭하고 국호를 청(淸)으로 고쳤다.(1636년) 군신 관계 거절을 빌미로 청 태종은 스스로 대군을 이끌고 조선에 쳐들어와서(병자호란(丙子胡亂, 1636년 음력 12월~37년 음력 1월), 강화도를 함락시키니, 인조는 굴욕적인 항복을 하여 군신의 관계를 맺고 명나라와의 관계를 끊으며 청에 대해서 해마다 막대한 세공을 보내기로 하였다. 병자호란의 패배로 청나라에 인질로 갔었던(1637년) 소현세자는 그곳에서 예수회 신부이자 선교사인 아담 샬과 교류(1644년)하고, 귀국하는 길에 과학 및 천주교 서적과 지구의 등을 가지고 왔다(1645년).

### 효종·현종·숙종 시기 (1649~1720년)
김육 등의 소청으로 개량력(改良曆)의 연구를 위하여 청나라에 연구생을 파견, 1653년(효종 4)에는 시헌력(時憲曆)을 실시하게 된 것은 특기할 일이었다. 이와 때를 같이 해 제주도에 표착(1653년)한 네덜란드인 하멜(H. Hamel) 일행은 훈련도감에 소속되어 무기 제조와 역법(曆法) 사용을 가르쳤다. 하멜은 13년 만인 1668년에 조선을 탈출, 표류기를 지어 조선의 생활을 소개하니 이는 조선의 사정을 서양인에게 소개한 최초의 기록이 되었다.

### 경종·영조·정조 시기(1720~1800년)
1776년 4월 22일(음력 3월 5일) 제21대 왕 영조가 승하하였다. 뒤이어 정조가 즉위하였고, 그해 음력 9월 24일 조선 조정은 청나라에 파견할 사신으로서, 황인점(黃仁點)을 진하 겸 사은사(進賀兼謝恩使)로, 서호수(徐浩修)를 부사(副使)로, 김이희(金履禧)를 서장관(書狀官)으로 삼았다.
정조가 왕위에 오른 시기는 본격적으로 천주교가 종교로서 받아들여지기 시작한 때였다. [1779년]] 겨울에 경기도 광주에 있는 천진암에서 권철신의 제자인 이벽, 정약용, 정약전, 정약종, 권일신 등을 중심으로 천주교 서적 강학회가 열렸다. 그 모임의 일원인 이벽의 요청으로 이승훈은 북경 북천주당에서 그라몽(Jean de Grammont, 梁棟材) 신부에게서 세례를 받고 조선에 돌아오면서(1784년) 십자고상, 교리서, 묵주 등의 성물들과 천주교회 문서들을 가져왔다. 그는 이벽, 정약전, 정약용 등에게 대세(代洗)를 하였으며, 이들을 중심으로 초기 천주교회의 포교 활동이 이루어졌다. 이들의 집회 장소가 발각되어 장소를 제공한 중인 김범우가 귀양을 가기도 하였다. (1785년 3월, 서울 명례방(明禮坊)에서의 집회 사건 또는 을사 추조 적발 사건 (乙巳秋曹摘發事件)) 성직자 없이 집전되는 이들의 집회(가성직제도)는 그 후로도 계속되었다. 그러다가 문득 교리 문답을 하던 도중 자신들이 하는 행위가 천주교 교회법에 합치하는지 의문이 생겼고, 윤유일(尹有一)을 보내 천주교 북경교구장 구베아(Alexander de Gouvea) 주교에게 유권해석을 요청하였다.(1789년) 구베아 주교는 가성직제도로 교회법을 어긴 사실에 대해서는 책망했지만, 그들의 열정적인 신앙은 칭찬했으며, 조선에 천주교 신부를 보내 주기로 하는 한편, 그는 조선에 제사 금지령을 내렸다.(1790년) 금지령에 따라, 천주교 신도인 윤지충과 권상연이 조상의 신주(神主)를 불사르자, 조선 조정에서는 천주교회를 조선의 전통적인 유교가치관에 반대하는 사학(邪學)으로 규정하고, 이들을 처벌하였다.(신해박해, 1791년)  북경 교구는 청나라 사람 오 신부를 보냈으나(1793년) 신해박해의 여파로 조선 입국에 실패한 후 병사하였다. 재차, 구베아 주교는 외모나 분위기가 조선 사람과 매우 닮은 주문모 신부를 선교사로 파송하였다(1794년).

### 순조 시기(1800~34년)
천주교에 대하여 비교적 관대하였던 정조가 별세(1800년)하고 순조가 11세로 왕위에 오르면서 정순왕후가  수렴청정을 시작하였으므로(1800년 8월 23일(음력 7월 4일))정순왕후의 친오라버니 김귀주(그는 이미 1786년에 사망하였다)가 주축을 이루었던 벽파가 정권을 장악하였다. 벽파는 사학(邪學)에 대한 강경책을 주장해온 터였다. 1801년 음력 1월 10일 정순왕후는 천주교 엄금에 관해 하교를 내렸다. 그 내용은 “천주교 신자는 인륜을 무너뜨리는 사학(邪學)을 믿는 자들이니,인륜을 위협하는 금수와도 같은 자들이니 마음을 돌이켜 개학하게 하고, 그래도 개전하지 않으면 처벌하라”는 것이다. 이러한 하교에 따라 많은 천주교 신자들과 주문모 신부가 처형되었다.(신유박해)  주문모의 사망으로 조선 천주교회에는 공백이 생겼고,  1805년에 들어서면서 중국 천주교회도 역시, 제사를 금지한 천주교회를 중국의 전통을 파괴하는 무리로 본 중국사회의 저항으로, 천주당(天主堂, 중국에서 천주교 성당을 가리키는 말)과 신학교가 파괴당하는 등의 박해를 받기 시작해, 조선 천주교회에 선교사를 보낼 여유가 없어졌다. 이에 조선 천주교회의 공백은 장기화되었다.
1816년(순조 16) 7월 19일에 충청 수사 이재홍의 장계가 올라왔는데, 충청 마량진 갈곶 밑에서 영길리국의 이양선이 출몰하였다고 했다. 첨사 조대복과 지방관 비인 현감 이승렬은 이양선에 있던 낯선 사람들과 언문이나 한자로 대화를 시도했지만, 통하지 않았다. 장계에서는 "그들이 스스로 붓을 들고 썼지만 전자(篆字)와 같으면서 전자가 아니고 언문과 같으면서 언문이 아니었으므로 알아볼 수가 없었습니다"라고 했다. "이들의 배에 들어가보니 내부는 무척 컸고, 대장간에서 무기를 만들었습니다. 이들의 배는 무척 빠른 속도로 바다를 빠져나갔습니다." 라고도 했다. 이들이 영국인임을 알게 된 것은 그들이 준 한 폭의 서전에서 영길리국이라는 국명이 나왔기 때문에 알 수 있었다고 한다.
공백이 된 조선 천주교회에 대해서 교황 레오 12세(재위 1823~29년)가 조선에서의 전교를 프랑스의 파리 외방전교회에 맡기기로 하고, 파리 외방전교회의 바르텔르미 브뤼기에르 신부가 조선 선교를 자원하고 나서자(1831년), 교황 그레고리오 16세(재위 1831~46년)는 1831년 9월 9일 천주교 조선대목구를 설정하고 브뤼기에르를 초대 대목구장 즉, 조선 천주교회 초대 주교로 임명했다.
1832년(순조 32) 7월 22일(음력 6월 25일)에는 로드 애머스트(The Lord Amherst) 호가 공충도 홍주의 고대도(古代島) 뒷바다에 나타났다. 사실 이 배에는 영국 동인도 회사가 보낸 간첩 휴 해밀튼 린제이이 승선해 있었다. 그는 카를 귀츨라프와 함께 광동 이북에서의 무역 확장을 타진하기 위해서라는 구실로, 청나라 여러 해안의 항구를 돌아다니며 지형을 측량 및 제도하고, 정치·경제·군사 정보를 수집하고 있었다. 이 배의 선원들과 홍주 목사(洪州牧使) 이민회(李敏會)와 수군 우후(水軍虞候) 김형수(金瑩綬)는 한자문으로 문답을 나누었다. 이들은 영길리국의 배이며, 청나라와 국력이 대등하여 조공을 바치치도 않는다고 했다. 영길리국의 정보에 대해 이야기하였고, 조선에게 교역을 하고 싶다는 청을 여러번 했으나, 조선 측에서는 이에 대해 강력히 거부하며, 이들이 원하는 물품들을 제공하고 이들을 되돌려 보냈다고 했다.

### 헌종·철종 시기(1834~63년)
1831년에 임명된 브뤼기에르 주교는 조선에서의 전교를 전담하고 싶어하는 중국 천주교회 유방제(劉方濟) 신부의 욕심 때문에 입국의 기회를 얻지 못한 채, 1835년 병으로 별세했으며, 대신 파리 외방전교회 선교사 피에르 모방 신부가 정하상을 비롯한 교우들의 보호를 받으며 1836년 입국했다. 모방 신부는 유방제 신부를 중국으로 돌려보냈다. 모방 신부에 이어서, 부임하지 못했던 브뤼기에르 주교의 뒤를 이어 조선교구장으로서  파리 외방전교회의  로랑마리조제프 앵베르 주교가 입국(1836년 4월)하였고, 또한  파리 외방전교회의 자크 샤스탕가 입국(1836년 말)하였다. 이들  파리 외방전교회 출신의 선교사들은 조선인 성직자가 필요하겠다고 생각했고, 김대건·최양업·최방제를 마카오 신학교에 보내서 공부하도록 하였다.(1836년 12월)당시 모방 신부는 청소년 신자들의 세례를 집전하기 위해 미리내 마을을 방문했는데, 김대건 집안이 순교자들이 나올 정도로 신앙이 깊고, 김대건 자신도 천주교 신부가 되고 싶어했기 때문에 성직자로 키울 생각을 했다.
앵베르 주교 등 세 명의 신부에 의하여 천주교의 교세가 회복되고 신도는 증가되어 갔다. 이때 조정에서는 헌종의 할머니인 순원왕후를 중심으로 한 안동 김씨에 대립하여 헌종의 모후(母后)인 신정왕후의 척족 풍양 조씨의 벽파가 새로 등장하면서 무자비한 박해 선풍이 휘몰아쳐, 1839년(헌종 5년), 로랑조제프마리위스 앵베르 주교·피에르 모방 신부·자크 샤스탕 신부를 비롯한 119명의 천주교인이 투옥·처형되었다.(기해박해) 기해박해가 있고나서 5년 뒤, 한국교회사 최초의 한국인 천주교 사제가 된 김대건 신부가 앵베르 주교의 순교로 공석이 된 조선대목구에 새로 임명받은 장조제프 페레올 주교, 마리니콜라앙투안 다블뤼 신부 및 다른 신자들이 조선으로 입국하였다.(1845년) 입국 후 김대건 신부는 선교를 펼치다가, 비밀 항로를 그린 지도를 중국에 넘겨주려다가 관헌들에게 체포되어(1846년 6월 15일) 새남터에서 처형(9월 16일)되었다.(병오박해)
1852년 (철종 3년) 음력 12월, 미국의 포경선 1척이 동래현 용당포 앞바다에 나타났는데,이것이 조선과 미국 간의 최초의 접촉이었다.

### 흥선대원군 집권기(1864~73년) - 쇄국정책
19세기 중반, 조선은 서구의 통상 요구에 대하여 국경을 개방하지 않고 있었다. 흥선대원군은 천주교를 탄압하고 프랑스인 성직자들을 처형하였다. 중국에 체류하던 미국인 상인 프레스턴( W. B. Preston)이 자신 소유의 상선(商船) 제너럴셔먼호(General Sherman號)와 일행을 이끌고  대동강에 침입하였다. 프레스턴 일행이 통상을 요구하며 행패를 부리자 평양 군민(軍民)들이 반격하여 배를 불태워버린 사건(제너럴셔먼호 사건, 1866년 8월)이 발생하였다. 같은해, 성직자 처형을 구실 삼아 프랑스가 군대를 파견해 강화도를 공격하였다. 프랑스는 조선에 대해 사과와 손해 배상, 그리고 통상을 요구하였다. 프랑스군은 강화도를 점령하고 서울로 진격하려 하였다. 그러나 조선군은 여러 곳에서 프랑스군을 물리쳤고, 결국 프랑스군은 수많은 재물을 약탈한 뒤 철수하였다(병인양요, 1866년).
이로부터 5년 뒤, 이번에는 미국이 제너럴셔먼호 사건의 사과와 통상 교섭을 요구하여 왔다. 흥선대원군은 이들의 주장도 받아들이지 않았다. 그 결과 미군은 강화도를 공격하였고, 그들은 조선군의 끈질긴 저항에 못 이겨 결국 물러가고 말았다(신미양요, 1871년 음력 4월). 미국과의 전쟁을 끝낸 후 ‘서양 오랑캐가 쳐들어왔는데, 싸우지 않으면 그들의 주장을 받아들여 화친해야 하며, 화친을 주장하는 것은 나라를 팔아넘기는 것’이라 적혀 있는 척화비(斥和碑)가 전국 각지에 세워졌다.(1871년) 이후 강력한 통상수교 거부정책으로 서양과의 수교를 단호히 거부하여 흥선대원군의 집권 시절에는 외세가 침범하지 못했다.
이러한 정책은 전통적인 통치 체제를 재정비하여 일시적인 안정은 찾을 수 있었으나, 전통 체제 안의 개혁이라는 한계 때문에 조선의 문호 개방을 늦추게 되었다.

### 고종 친정 시기(1873년~) - 문호 개방과 외세 침탈
임오군란이 일어나(1886년 7월(음력 6월)) 일본을 배후에 두고 있던 민씨 일족이 몰락하고 흥선대원군이 실권을 장악하자, 청나라는 종주국으로서 속방(屬邦)을 보호해야 한다는 핑계로 이 기회에 일본에 빼앗겼던 조선에 대한 우월한 기득권을 회복하려 하였다. 청나라는, 마침 임오군란 당일인 7월 24일(음력 6월 10일) 지방으로 도망갔던 명성황후와 그 일족이 개화파 관료 김윤식(金允植), 어윤중(魚允中)을 청나라로 보내 청나라에게 원조를 요청한 것(음력 6월 19일)을 핑계로, 음력 6월 27일에 마건충(馬建忠)이 이끄는 육군 4,500명이 육로로, 8월 20일(음력 7월 7일) 청나라 해군 제독 오장경(吳長慶)이 정여창(丁汝昌), 김윤식을 대동하여 남양만으로 상륙해 조선에 진주하였다. 오장경은 8월 25일(음력 7월 12일) 흥선대원군을 병영으로 초청하였다가 군란 선동의 배후자라 하여 톈진(天津)으로 납치한다. 대원군 납치 후 다시 민씨 정권이 부활하였고, 청군은 8월 29일(음력 7월 16일) 왕십리와 이태원 일대를 공격하여 170여 명을 체포하고 11명을 사형시키는 등 군란 진압에 나섰다. 한편 일응안녕하세요
본으로 피신했던 하나부사 요시모토 공사가 군변의 사실을 일본 정부에 보고하자 일본은 곧 군함 4척과 보병 1개 대대를 조선에 파견하였으나 청의 신속한 군사행동과 병력 차이로 인해 대항하지는 못했다. 이때 하나부사 요시모토 일본 공사가 이끄는 일본군 대대 병력이 서울로 진주한 것은 음력 6월 29일이었다.(→임오군란)
고종 24년(1887년)에 조선 정부에서 주외 공사를 파견키로 하고 8월에 민영휘를 도승지로서 주차 일본 변리공사로 임명하여 일본에 주재케 한 후, 다시 박정양을 주미 공사로 부임케 하고 조신희(趙臣熙)를 영불 각국 공사로 파견하였다.
외세를 빌려 군란을 진압한 민씨 정권은 결국 자주성을 잃고, 정권 유지를 위해 청나라에 의존하지 않을 수 없었으며, 그 대가로 청나라의 숱한 간섭을 받게 되었다. 곧, 원세개(袁世凱)가 지휘하는 군대를 조선에 상주시켜 조선 군대를 훈련시키고, 마건상(馬建常)과 묄렌도르프를 고문으로 파견하여 조선의 내정과 외교에 깊이 간여하였다. 또, 조선에 조·청상민수륙무역장정(朝淸商民水陸貿易章程)을 체결하여 청나라 상인의 통상 특권을 규정하고, 경제적 침투에 적극적으로 나섰다.

### 여진과 청나라

#### 여진과의 교린
조선 시대의 외교정책에서 가장 부심(腐心)했던 것의 하나가 바로 여진과의 관계였다. 그러므로 조선은 일본의 경우와 같이 여진에 대해서도 대체로 교린정책(交隣政策)을 쓰는 한편, 때에 따라서는 무력행사를 취하기도 하였다.
여진은 본래 원나라의 지배를 받고 있다가 명나라가 일어나자 형식상 명나라에 예속되어 있으면서 분산된 생활을 하고 있었다.
조선은 건국 초기부터 북방 개척에 큰 관심을 가지게 되어, 태조 때에 이미 함경도 지방의 경영에 착수하여 국토가 상당히 확장된 적도 있었다.
그 뒤 태종 때에는 여진의 침략으로 한때 후퇴를 하였으나 세종대왕은 처음부터 적극적인 북진책을 써서 김종서(金宗瑞)를 보내어 두만강 유역의 여진을 공략하여 육진(六鎭)을 설치하고 남방의 각 도(道) 백성들을 이주시켰다.
한편 압록강 상류 지방에 대한 개척은 이미 고려 말기부터 시작되어 처음에 갑주만호부(甲州萬戶府)를 둔 이래 활발한 움직임을 보였다. 그런데 세종 때 여진족이 이 지방을 노략질하자, 최윤덕·이천 등을 차례로 보내어 정벌하고 사군(四郡)을 두어 방비케 되었다. 이로써 압록강 상류지방의 경영도 대개 세종 때 끝마치게 되었다.
이와 같이 육진·사군을 개척함으로써 압록강·두만강 이남이 한국 영토로 확장되기에 이르렀다. 여진족이 한국을 자주 노략질하는 동기는 생필품의 결핍에 있었으므로 그에 대한 교린정책으로서 태종 때에는 경성(鏡城)과 경원(鏡源)에 무역소를 두어서 필요한 물건을 바꾸어 가도록 하였다. 여진인이 가지고 오던 물건은 마필을 비롯하여 해동청(海東靑)·산삼(山蔘) 및 각종 모피 등이었으며, 조선에서는 그들에게 면포·마포·저포·미두(米豆)·염장(鹽藏)·농구(農具)·종이 등을 주었다. 조선에서는 여진인의 조공·귀화(歸化)를 장려하는 한편 여진 추장들에게는 지중추원사(知中樞院事) 이하 호군(護軍)·사직(司直)·만호(萬戶)·천호(千戶) 등의 명예군직(軍職)을 주기도 하였다. 서울에는 북평관(北平館)을 두어 내조(來朝)하는 여진인을 유숙케 하였으며, 이들이 토산물을 진상(進上)하면 그에 대한 회사물(回賜物)을 주어 보냈다. 한편 명나라는 여진에 대해서는 분리정책을 써서 여진족의 통일을 막았을 뿐 아니라, 조선에서 건주위(建州衛)의 도독(都督)에게 관직을 주어 회유하는 것도 반대하였다. 그것은 조선과 여진이 결탁하여 명나라에 반항하지 않을까 하는 두려움에서였다.
그 뒤로 조선은 건주위와의 정식 교통을 끊고 때때로 만포진(滿浦鎭)에서 여진인의 요구에 따라 약간의 식료품만을 주게 되었다. 이 결과 생활이 어렵게 된 그들은 변경을 자주 침범하여 시끄러운 문제를 일으키므로 세조와 성종 때 모두 4번에 걸쳐서 군사를 내어 여진을 정벌하였으나, 그들의 침입은 여전하여 별다른 성과를 거두지 못하였다. 그리하여 그 뒤로는 여진의 노략질에 별로 대책을 세우지 않다가 1583년(선조 16)에는 두만강 방면의 여진족 추장인 니탕개(尼湯介)의 난을 당하게 되었다. 이 난으로 한때 육진(六鎭) 지방이 자못 위태로웠으나 당시의 온성부사(穩城府使) 신립(申粒)의 전공(戰功)으로 난은 평정되고, 따라서 육진이 보전될 수 있었다.
그러나 이 무렵 누르하치가 주위의 여러 부족을 통합하여 새로운 강력한 여진세력을 형성하였다. 임진왜란을 당하여 선조가 의주(義州)에 있을 때에는 누루하치가 사신을 보내어 내원(來援)의 뜻을 알리므로 조선에서는 그 뜻을 알기 어렵다 하여 거절한 일도 있었다. 여진이나 왜는 조선을 왜란전까지 상국으로 받들었다.

#### 청나라와의 양란
명나라가 임진왜란 때 한국에 원병을 보내어 만주지방의 방비가 소홀하게 된 틈을 타서, 여진은 더욱 세력을 확장시켜 1616년에는 나라를 세우고 국호를 후금(後金)이라 하였으며, 태종 때에는 청(淸)으로 고쳤다. 후금이 명나라를 위협하자 광해군은 명나라의 원병 요청을 받고 군대를 보냈으나 명나라의 주력부대와 함께 싸움에 지고 말았다. 이때도 도원수(都元帥) 강홍립은 전군을 이끌고 후금에 항복하여 조선이 부득이 원병을 보내게 된 사실을 말하여 두 나라 사이에 별 일은 없었다.
그 뒤 후금은 더욱더 세력을 떨치게 되었는데도 국내에선 인조반정(仁祖反正)을 일으켜 정권을 잡은 서인(西人)들이 후금을 배척하는 정책을 쓰자, 후금은 명을 치기 위해서는 먼저 조선을 제압할 필요가 있다 하여 군대를 내어 쳐들어오니 이를 정묘호란(丁卯胡亂)이라 한다. 이에 조선에서는 마지못해 형제의 의를 맺었다. 그 뒤 후금의 태종(太宗)은 더욱 국력을 확장시켜 황제라 칭하고 국호를 청(淸)으로 고쳤으며, 조선에 대해서는 군신(君臣)의 관계를 맺자고 요구하였다. 조선이 이를 거절하자 청 태종은 스스로 대군을 이끌고 쳐들어와서 강화도를 함락시키니, 인조는 굴욕적인 항복을 하여 군신의 관계를 맺고 명나라와의 관계를 끊으며 청에 대해서 해마다 막대한 세공을 보내기로 하니, 이를 병자호란(丙子胡亂)이라 일컫는다. 조선은 정묘호란(丁卯胡亂)·병자호란(丙子胡亂)의 두 차례에 걸친 피침의 결과, 청나라와 종주 관계가 되었다.

#### 임오군란 이후 청나라의 일방적 종주 주장
임오군란이 일어나(1886년 7월(음력 6월)) 일본을 배후에 두고 있던 민씨 일족이 몰락하고 흥선대원군이 실권을 장악하자 민씨 일족의 요청으로 청나라는 일방적으로 조선의 종주를 주장하며 마침 임오군란 당일인 7월 24일(음력 6월 10일) 지방으로 도망갔던 명성황후와 그 일족이 개화파 관료 김윤식(金允植), 어윤중(魚允中)을 청나라로 보내 청나라에게 원조를 요청한 것(음력 6월 19일)을 핑계로, 음력 6월 27일에 마건충(馬建忠)이 이끄는 육군 4,500명이 육로로, 8월 20일(음력 7월 7일) 청나라 해군 제독 오장경(吳長慶)이 정여창(丁汝昌), 김윤식을 대동하여 남양만으로 상륙해 조선에 진주하였다. 오장경은 8월 25일(음력 7월 12일) 흥선대원군을 병영으로 초청하였다가 군란 선동의 배후자라 하여 톈진(天津)으로 납치한다. 대원군 납치 후 다시 민씨 정권이 부활하였고, 청군은 8월 29일(음력 7월 16일) 왕십리와 이태원 일대를 공격하여 170여 명을 체포하고 11명을 사형시키는 등 군란 진압에 나섰다. 한편 일본으로 피신했던 하나부사 요시모토 공사가 군변의 사실을 일본 정부에 보고하자 일본은 곧 군함 4척과 보병 1개 대대를 조선에 파견하였으나 청의 신속한 군사행동과 병력 차이로 인해 대항하지는 못했다. 이때 하나부사 요시모토 일본 공사가 이끄는 일본군 대대 병력이 서울로 진주한 것은 음력 6월 29일이었다.(→임오군란)
외세를 빌려 군란을 진압한 민씨 정권은 결국 자주성을 잃고, 정권 유지를 위해 청나라에 의존하지 않을 수 없었으며, 그 대가로 청나라는 일방적으로 조선의 종주를 주장하며 조선에 간섭하게 되었다. 곧, 원세개(袁世凱)가 지휘하는 군대를 조선에 상주시켜 조선 군대를 훈련시키고, 마건상(馬建常)과 묄렌도르프를 고문으로 파견하여 조선의 내정과 외교에 깊이 간여하였다. 또, 조선에 조·청상민수륙무역장정(朝淸商民水陸貿易章程)을 체결하여 청나라 상인의 통상 특권을 규정하고, 경제적 침투에 적극적으로 나섰다.

### 일본
조선은 일본과의 외교를 기본적으로 교린(交隣) 정책을 유지하였다. 고려 말기부터 번번이 왜구는 한반도의 해안 지대를 침범, 약탈하였다. 이에 조선 때에 와서는 수군의 군사력을 강화시키기 위해 성능이 뛰어난 대포와 전함 등을 대량 생산하는 등 왜구 소탕에 노력하였다. 그러나 이후에도 왜구의 약탈이 계속되자 이를 강력히 응징하기 위하여 1419년(세종 1년), 조선은 왜구의 근거지인 쓰시마섬을 정벌하기도 했다.(대마도 정벌)
이에 따라 약탈이 어려워진 일본이 평화적인 무역 관계를 요청해 오자, 조선은 부산, 울산 등 일부 항구만을 제한적으로 개방하는 통상 교류를 하였다. 이후 조선은 일본에 통신사를 파견하며 우호적 관계를 유지해 왔다. 그러나 도요토미 히데요시가 일본을 통일하자 조선을 침략하여 임진왜란을 일으키면서 일본과의 관계는 단절되었다.
그러다가 1598년 도요토미 히데요시가 죽고  일본에서 도쿠가와 이에야스가 정권을 잡자 조선과의 관계는 회복되었고 조선은 다시 통신사를 파견해 일본과의 교류를 재개했다.

### 유럽

#### 유럽 문물의 전래
중종(재위: 1506년 ~ 1544년) 이전까지는 조선 사람의 서양에 대한 지식과 의식은 매우 희박하였다. 비록 중국을 통하여 서양이라는 말을 듣게 되었지만 그것이 어디에 위치한 어떤 나라인지는 알지 못하였다. 1520년(중종 25년) 이적이 포르투갈이라는 나라가 명나라의 마카오에 거류권을 얻은 사실을 전함으로써 조선 양반계급은 처음으로 유럽 사람들의 아시아 진출을 알게 되었다. 1597년(선조 30년) 진위사(陳慰使) 로서 명나라 북경에 간 이수광은 베트남의 후 레 왕조에서 온 풍극관(馮克寬, Phùng Khắc Khoan)과 운명적인 만남을 가졌다. 두 사람은 숙소인 옥화관에서 50일이나 함께 머물렀다.  한자로 필담을 주고받으며, 두 나라의 역사와 문화 풍속을 이야기하고, 시를 주고 받았다. 고국에 돌아간 풍극관은 관리와 유생들에게 이수광의 시를 소개했다. 이 사실은 조완벽이라는 인물에 의해 세상에 알려졌다. 이수광은 《조완벽전》을 저술하여 자신과 풍극관의 인연, 조완벽의 일대기를 다루었다. 1611년(광해군 3년)에도 주청사(奏請使)로 연경에 왕래하였으며, 당시 명나라에 와 있던 이탈리아 신부 마테오 리치의 저서 《천주실의》 2권과 《교우론(敎友論)》 1권 및 유변(劉汴)의《속이담(續耳譚)》 6권을 얻어 가지고 돌아와 한국 최초로 서양 학문을 도입하였다. 중국의 전적(典籍)과 자기의 견문을 토대로 동남아시아와 유럽 사정,  천주교 지식을 소개한《지봉유설》(1614년)을 지었다. 이광정(李光庭)은 유럽 지도를 수입하였다. 1630년(인조 8년), 정두원은 진주사(陳奏使)로 명나라에 가서 이듬해 귀국할 때 홍이포(紅夷砲)·천리경(千里鏡)·자명종(自鳴鍾) 등 서양 기계와 《천문서》, 《직방외기(職方外記)》, 《서양풍속기(西洋風俗記)》 등 서적을 가지고 왔다. 정두원은 이탈리아 사람 로드리게스로부터 한역(漢譯) 과학서적과 기구 등을 가져왔다.
서양에 관한 지식과 그 문화가 조선에 들어온 것은 선조 말년에 명나라에 갔던 사신이 유럽 지도를 가져온 것이 시초였다. 이어 마테오 리치가 지은 《천주실의》(1593년이나 1594년)가 전래되어 이것이 일부 식자층의 호기심을 끌었다. 그 뒤 조선 인조(재위: 1623년~1649년)) 때에는 정두원이 명나라에서 돌아오는 길에 여러 가지 문물을 가져왔으며(1631년), 소현세자가 청나라에 인질로 갔을 때 아담 샬과 사귀고 귀국하는 길에 과학 서적과 천주교 서적 등을 가지고 왔다(1645년). 그러다가 김육 등의 소청으로 개량력(改良曆)의 연구를 위하여 청나라에 연구생을 파견, 1653년(효종 4)에는 시헌력(時憲曆)을 실시하게 된 것은 특기할 일이었다.
한편 남쪽 바다를 통한 서양인과의 접촉도 생기게 되었다. 임진왜란 때에 왜군을 따라서 예수회 선교사 그레고리오 세스페데스(Gregorio Céspedes)가 온 이후, 인조 때에는 네덜란드 상인 벨테브레(박연)가 표착하여 왔다(1627년). 조선은 벨테브레 등 네덜란드 인들을 통하여 서양식 무기의 제조를 시도하였다.(1628년) 이와 때를 같이해 제주도에 표착(1653년)한 네덜란드인 하멜(H. Hamel) 일행은 훈련도감에 소속되어 무기 제조와 역법(曆法) 사용을 가르쳤다. 하멜은 13년 만인 1668년에 조선을 탈출, 표류기를 지어 조선의 생활을 소개하니 이는 조선의 사정을 서양인에게 소개한 최초의 기록이 되었다. 이 같은 서양문화 및 서양인과의 접촉은 세계에 대한 새로운 인식을 요구하게 되었다. 동양을 세계의 전부로 알던 좁은 의식은 이리하여 점차 변화 확대되었다.

#### 유럽과의 통상 개시
그러나 이는 서세동점(西勢東漸)의 세계적 큰 물결에 뜬 한낱 잎사귀에 지나지 못한 일로서 효종 때 나선정벌(羅禪征伐, 1654년, 1658년)과 같은 거병(擧兵) 사실이 있었으나 조선이 서양과 본격적으로 관계를 맺게 된 것은 역시 고종(재위: 1863년 ~ 1907년) 때부터의 일이었다. 중국과 일본의 문호를 개방케 한 구미 열강은 한국에 대한 개항 압력을 점점 노골화하였으나 흥선대원군(섭정: 1863년 ~ 1874년)은 이에 응하지 않고 쇄국정책으로 맞섰다. 1866년 평양에서 통상을 요구하면서 횡포를 부리던 미국 상선 제너럴셔먼호를 불태워 없앴고, 그 직후 프랑스(1866년 병인양요) 및 미국(1871년, 신미양요)과 강화도에서 각각 군사 분쟁이 일어났으나 대원군은 이들을 모두 물리치고 교섭은 중단되었다.(→흥선대원군) 그러나 흥선대원군의 하야(1874년)를 계기로 종래의 쇄국주의 정책에서 탈피하고 국제사회의 일원으로 행세하게 될 기본 계기였던 서구제국과의 개국통상(開國通商) 관계의 길을 처음으로 트게 된다. 문호가 개방되자 각국은 조선에 대한 통상을 요구하여 1882년(고종 19), 조선과 미국이 조미 수호 통상 조약을 체결하자, 이 사실은 유럽에도 알려져  영국(1883년)·독일(1883년)·러시아(1884년)·이탈리아(1884년)가 조선과 조약을 체결하였다.  프랑스는 지난날 천주교 신부를 조선에 밀파한 바 있고 병인양요 등으로 아직 감정이 좋지 않아 국교가 지연되어 오다가 1886년 6월 4일 마침내 조불 수호 통상 조약이 체결되었다. 이 조약에서 천주교의 포교가 직접 규정되지는 아니하였으나, 프랑스 선교사들은 사실상 포교의 자유를 누리게 된다.(→조불 수호 통상 조약) 또한, 조선은 오스트리아(1892년)·벨기에·덴마크 등과도 조약을 맺게 되었다.(→대한민국-프랑스 관계)
이 같은 조약의 체결은 당시 일본의 세력진출을 두려워하던 청나라의 강력한 배후활동으로 이루어진 것이지만, 이로 인하여 한국 사회는 극도의 혼란을 겪게 되고 정치적 부패와 재정적 타격을 받던 이 나라를 둘러싼 열강(列强)의 세력다툼은 치열하여 조선의 약체화(弱體化)를 조장하였다. 특히 그 중에서도 러시아 세력의 진출과 영국의 세력확장이 가장 대표적인 것으로 영국은 한때 동양함대(東洋艦隊)를 보내어 거문도를 점령(1885년)하고 러시아와의 무력적 충돌을 기도한 사태가 벌어지기도 하였다. 그러나 한국에 대하여 가장 끈덕지게 세력진출을 꾀한 것은 러시아로서 외교 수완이 능숙한 베베르(Woeber)를 내세워 조정에서 큰 세력을 잡고 친러파(親露派)를 형성케 하여 정계를 좌우하고 한때는 고종을 러시아 공사관에 이치(移置)시켜 친러파 내각을 조직, 이 나라의 정치를 좌우한 적도 있었다. 이러한 러시아의 진출은 필경 일본·청의 세력과 대립되어 마침내는 러·청·일의 대립을 보게 하여 조선은 완전히 이들 3국의 각축장(角逐場)으로 변해 버렸고 청일전쟁과 러일전쟁을 일으키게 하였다. 그 결과 일본의 승리로 그들의 세력진출은 막히게 되고 을사조약으로 일본의 침탈사가 개시됨으로써 한국의 외교권은 박탈당해 구미(歐美)의 여러 나라와의 관계도 끊어지고 말았다. 그리고 마침내 한일병합조약의 강제 체결로 대한제국이 멸망한다.
한편 문호개방 이후 입국한 각국의 외국인들은 한국인과 개별적인 접촉도 빈번하여 우호와 문화교류에 공을 세워 이를 계기로, 당시까지 서양에 그다지 알려지지 않았던 조선이 외국에 소개되었으며, 국내에서는 특히 종교·교육·의료사업에 공이 컸다.

## 참고 문헌
- 춘추관 관원들 (1413). 《태조실록》.
- 맹사성 등 (1431). 《태종실록》.
- 춘추관 관원들 (1805). 《정조실록》.
- 춘추관 관원들 (1838). 《순조실록》.
- 서중약 (Jun., 1954). “THE SECRET MISSION OF THE LORD AMHERST ON THE CHINA COAST, 1832”. 《Harvard Journal of Asiatic Studies》. Vol. 17 (No. 1/2).
- 송건호 (2002). 《송건호 전집 01 민족통일을 위하여 1》. 한길사. ISBN 8935655015.
- 이덕일 (2003). 〈강완숙-새로운 세계관에 인생을 건 조선 천주교 최초의 여회장〉. 《이덕일의 여인열전》. 김영사. ISBN 9788934912507.
- 다수 (2004). 《글로벌세계대백과사전》. 도서출판 범한, 중앙교연.
  - 미상. 《조선초의 대외관계〔槪說〕》.
  - 미상. 《중국과의 관계》.
  - 미상. 《여진과의 관계》.
  - 미상. 《구미 열강과의 관계》.
  - 미상. 《정두원》.
- 손승철, 박찬기 (2008년 9월). “외교적 관점에서 본 조선통신사, 그 기록의 허와 실”. 《한국문학과예술》 (숭실대학교 한국문예연구소) 제2집.
- 하우봉 (2010). “조선 전기 부산과 대마도의 관계”. 《역사와경계》 (부산경남사학회) 제74집.

## 같이 보기
- 조선
- 조선의 군사
- 한중 관계 (사대)
- 한일 관계 (교린)